# Vossenpels
Vossenpels is een (voormalige) buurtschap die gedeeltelijk in Bemmel (gemeente Lingewaard) en gedeeltelijk in Lent (gemeente Nijmegen) en ten noorden van de Waal ligt, op 2,5 kilometer ten noordoosten van het (voormalige) dorp Lent.
Vossenpels behoorde tot 1998 tot de gemeente Elst. In verband met het stedenbouwkundige project de Waalsprong werd Lent met ingang van 1 januari 1998 door de gemeente Nijmegen geannexeerd. Daarmee kwam het Elsterse gedeelte van de Vossenpels met ingang van die datum ook automatisch in de gemeente Nijmegen te liggen. Het Bemmelse gedeelte van de Vossenpels ligt nog steeds in de gemeente Lingewaard.
Het Nijmeegse gedeelte van de Vossenpels is onderdeel van de wijk Lent geworden en heeft naar het zuidwesten uitbreiding gekregen als de buurt Vossenpels waar ook een gelijknamig sportpark is gelegen. In 2011 wilde de gemeente Nijmegen de stagnerende woningbouwmarkt stimuleren en bood in Vossenpels ruimte voor 200 huishoudens die er vanaf medio 2012 zelf of samen een huis konden bouwen.
De oude buurtschap valt qua ligging echter grotendeels in de buurt Pelseland, waarin ook de oude buurtschap 't Zand werd opgenomen.
De naam stamt af van boerderij den Vossenpels die in 1563 voor het eerst vermeld werd.